# Twenty Flying Kings
Twenty Flying Kings è il quarto album dei Court, registrato e mixato nello studio "La Sauna recording studio" di Varano Borghi,  distribuito nel 2012 dalla Ma.Ra.Cash Records.
Le tracce dell'album, ad eccezione di "Anastasius Epitaph" originariamente registrata con la voce di Ivan Carletta e della strumentale "The Great Bear Rising", sono dei rifacimenti di alcuni vecchi brani della band. Le registrazioni furono quasi interamente completate durante la lavorazione di Frost of Watermelon del 2007, ma l'abbandono del cantante Lucchina ha reso necessaria il rifacimento delle tracce vocali con il nuovo cantante Marco Pedrini. L'album è distribuito dalla Ma.Ra.Cash Records dal giugno 2012.

## Tracce
1. Cries (9:23)
2. Anastasius Epitaph (3:20)
3. The Great Bear Rising (2:51)
4. Sumptuous Moment (21:42)
5. Lovers (7:29)
6. Dream Tale (2:40)
7. Alviss' Revenge (17:17)

## Formazione

### Gruppo
- Marco Pedrini - voce
- Mosè Nodari - chitarre, voce, oboe, flauto dolce, tastiere, Fender Rhodes, pianoforte
- Marco Strobel Ticozzi - chitarre, mandolino, chitarra portoghese, melody harp, tastiere
- Jacopo Favrin - basso
- Francesco Vedani - batteria, percussioni, flauto traverso, tastiere

### Altri musicisti
- Luigi Bonacina - basso
- Andrea Balliano - chitarra
- Giandomenico Fraschini - pianoforte
- Andrea Cajelli - campioni, percussioni